# Kouzelná Beruška a Černý kocour (3. řada)
Třetí řada počítačem animovaného seriálu Kouzelná Beruška a Černý kocour je pokračování druhé řady tohoto seriálu.
20. listopadu 2015 byl seriál prodloužen o druhou a třetí řadu. Třetí řada měla světovou premiéru 1. prosince 2018 ve Španělsku na stanici Disney Channel. Ve Francii měla premiéru 14. dubna 2019 na TF1. V Česku měla řada premiéru 4. listopadu 2019 na Disney Channel. Řada má celkem 26 dílů.

## Děj
Postupem času se z Marinette a Adriena stali přátelé. Ale středoškolačka zjistí, že vyjádřit své city k příteli není lehké, ve skutečnosti to bude právě naopak!
Na druhou stranu, pro Berušku a Černého kocoura, navzdory jejich novým schopnostem a novým hrdinům, které volají když si to situace žádá, se boj s Lišajem stává těžší a těžší. Jejich soupeř je mnohem silnější, protože je zde nová záporná postava jménem Mayura, která dokáže vytvořit posily pro akumatizované oběti, superpadouchy.
Více schopností, více akce, více padouchů a více emocí! Třetí řada postaví Adriena a Marinette před těžkou zkoušku, zda budou schopni udržet si své tajemství a zabránit tomu, aby jejich soukromý život zasahoval do jejich superhrdinských dobrodružství.

## Obsazení

### Hlavní postavy
- Anouck Hautbois jako Marinette Dupain-Chengová / Kouzelná Beruška / Černá kočka / Multimyš / Berudrak
- Benjamin Bollen jako Adrien Athanase Agreste / Černý kocour / Berušák / Aspik / Snake Noir
- Antoine Tomé jako Gabriel Agreste / Lišaj
- Marie Nonnenmacher jako Tikki
- Thierry Kazazian jako Plagg
- Fanny Bloc jako Alya Césaireová / Rena Rouge
- Alexandre Nguyen jako Nino Lahiffe / Želvák
- Marie Chevalot jako Chloé Bourgeoisová / Včelí královna
- Nathalie Homs jako Nathalie Sancoeur / Mayura

### Vedlejší postavy
- Alexandre Nguyen jako Lê Chiến Kim / Král opic
- Marie Nonnenmacher jako Sabrina Raincomprix, Juleka Couffaine, Ella Césaireová a Alix Kubdelová / Zajda
- Gilbert Levy jako Adrienův bodyguard, pan Damocles, starosta André Bourgeois a mistr Wang Fu / páví superhrdina / Jade Turtle
- Franck Tordjman jako Alec Cataldi, Fred Haprèle, Ivan Bruel, Nathaniel Kurtzberg, Xavier Ramier, Théo Barbot a Wayzz
- Jessie Lambotte jako Caline Bustierová, Mylène Haprèle, Nadja Chamacková, Rose Lavillantová, Etta Césaireová a Sabine Chengová
- Matthew Géczy jako Jagged Stone
- Martial Le Minoux jako Max Kanté / Pegas, Roger Raincomprix, sluha Jean, Nooroo a Tom Dupain
- Clara Soares jako Kagami Tsurugi / Ryuko a Lila Rossi
- Maxime Baudouin jako Luka Couffaine / Zmiják
- Frédérique Marlot jako Tomoe Tsurugi

### Hostující postavy
- Alexandre Nguyen jako Marc Anciel, Xavier-Yves "XY" Roth, robot Markov, Sass, dospělý Chris Lahiffe a princ Ali
- Philippe Roullier jako pan Kubdel
- Thierry Kazazian jako Armand D'Argencourt
- Gilbert Levy jako Bob Roth
- Nathalie Homs jako Gina Dupain, gardedáma prince Aliho, Marlena Césaireová a paní Mendeleievová
- Franck Tordjman jako Jalil Kubdel, Vincent Asa a Kuba Grimault
- Geneviève Doang jako Aurore Beauréalová
- Philippe Roullier jako zmrzlinář André
- Marie Nonnenmacher jako Manon Chamacková, Mireille Caquetová a Longg
- Jessie Lambotte jako Barkk
- Tony Marot jako Wayhem a Daizzi
- William Coryn jako Xuppu a Trixx
- Thierry Kazazian jako Stompp
- Fanny Bloc jako Duusu
- Eric Peter jako Otis Césaire
- Clara Soares jako Ondine, Clara Sýkorka a Clara Contardová a Pollen
- Céline Melloul jako Nora Césaireová, Audrey Bourgeoisová a Ziggy
- Anne-Charlotte Piau jako Penny Rollingová
- Laura Préjean jako Chlupáč, Anarka Couffaine a Claudie Kanté
- Caroline Combes jako August a Roaar
- Philippe Candeloro jako Philippe
- Martial Le Minoux jako Santa Claus a Rolland Dupain
- Virginie Ledieu jako Marianne Lenoirová
- Thomas Astruc jako on sám
- Benjamin Bollen jako Félix Graham de Vanily
- Josiane Balasko jako Sarah

## Seznam dílů
| Č. v seriálu | Č. v řadě | Původní název                                                                                               | Český název       | Režie                                             | Scénář                                                                               | Premiéra ve Francii | Premiéra v ČR      | Prod. kód |
| --- | --------- | --- | ----------------- | ------------------------------------------------- | ------------------------------------------------------------------------------------ | ------------------- | ------------------ | --------- |
| 53 | 1         | Backwarder Rebrousse-Temps                                                                                  | Zpátečnice        | Thomas Astruc, Jun Violet a Benoît Boucher        | Thomas Astruc, Fred Lenoir a Sébastien Thibaudeau                                    | 14. dubna 2019      | 7. listopadu 2019  | 304       |
| Beruška nechtěně naštve přítelkyni mistra Fu, když omylem promíchá dopisy. Ta se transformuje v Zpátečnici, která chce získat ztracený čas tím, že ho ukradne ostatním. - Tento díl měl světovou premiéru 12. února 2019 v Kanadě na stanici Family Channel. - Francouzská verze byla poprvé vysílána 24. února 2019 ve Švýcarsku na RTS Un. |           | |                   |                                                   |                                                                                      |                     |                    |           |
| 54 | 2         | Weredad Papa Garou                                                                                          | Vlčák             | Thomas Astruc, Jun Violet a Lucie Gardes          | Thomas Astruc, Mélanie Duval, Fred Lenoir a Sébastien Thibaudeau                     | 21. dubna 2019      | 8. listopadu 2019  | 306       |
| Poté, co byl malý August znovu akumatizován, Tom Dupain začne mít strach o svou dceru Marinette a půjde za ní do jejího pokoje. Jenže když ji tam nenajde, zjistí, že byla s Černým kocourem. Marinette, ve snaze zachránit své tajemství, se vrhne Kocourovi do náruče a řekne, že ho miluje. Tom pak pozve Kocoura na snídani. Když ale Kocour řekne, že miluje pouze Berušku, tak je zklamaný a naštvaný Tom akumatizován a stává se z něj Vlčák, který úvězní Marinette, aby ji ochránil. Oddělená od Tikki se Marinette nemůže transformovat! Najde Marinette Tikki včas, aby zastavila otce? - Část epizody byla představena 8. prosince 2018 na CCXP 2018 v Brazílii, když portugalští dabéři Kouzelné Berušky a Černého kocoura, Jéssica Vieira a Fabrício Vila Verde, četli scénář této epizody. - Tento díl měl světovou premiéru 30. prosince 2018 ve Švýcarsku ve francouzštině na RTS Kids. |           | |                   |                                                   |                                                                                      |                     |                    |           |
| 55 | 3         | Chameleon Caméléon                                                                                          | Chameleon         | Thomas Astruc, Wilfried Pain a Jun Violet         | Thomas Astruc, Mélanie Duval, Fred Lenoir a Sébastien Thibaudeau                     | 28. dubna 2019      | 4. listopadu 2019  | 301       |
| Lila je zpátky ve škole a všichni se radují. Tedy krom Marinette, která si myslí, že lže a nevěří jí, protože má zálusk na jejího milovaného Adriena. - Tento díl měl světovou premiéru 1. prosince 2018 ve Španělsku na stanici Disney Channel. Také měl premiéru v Portugalsku na Disney Channel. - Francouzská verze byla poprvé zveřejněna 22. prosince 2018 ve Švýcarsku na RTS Kids. |           | |                   |                                                   |                                                                                      |                     |                    |           |
| 56 | 4         | Animaestro                                                                                                  | Animistr          | Thomas Astruc a Jun Violet                        | Thomas Astruc, Mélanie Duval a Sébastien Thibaudeau                                  | 5. května 2019      | 5. listopadu 2019  | 302       |
| Poté, co byl zesměšněn, je režisér filmu o Berušce a Kocourovi akumatizován. Jako Animistr, chce světu ukázat, čeho je schopen režisér animovaného filmu. - Speciální host: Thomas Astruc jako on sám / Animistr ve francouzské verzi. - Tento díl měl světovou premiéru 12. března 2019 ve Spojeném království a Irsku na stanici Disney Channel. - Francouzská verze byla poprvé vysílána 24. března 2019 ve Švýcarsku na RTS Un. |           | |                   |                                                   |                                                                                      |                     |                    |           |
| 57 | 5         | Bakerix Boulangerix                                                                                         | Pekař             | Thomas Astruc a Jun Violet                        | Thomas Astruc, Fred Lenoir a Sébastien Thibaudeau                                    | 12. května 2019     | 6. listopadu 2019  | 303       |
| Marinette se snaží urovnat vztahy mezi jejím otcem a jejím dědou, kteří se z nějakého důvodu neviděli 20 let. Nedopadne to ale zrovna podle jejich představ. Dědečka posedne akuma a stane se z něj Pekař, který chce zničit vše příliš moderní a přinavrátit minulost do Paříže. - Tento díl měl světovou premiéru 4. května 2019 ve Švýcarsku ve francouzštině na RTS Un. |           | |                   |                                                   |                                                                                      |                     |                    |           |
| 58 | 6         | Silencer Silence                                                                                            | Umlčovač          | Thomas Astruc a Jun Violet                        | Thomas Astruc, Mélanie Duval, Fred Lenoir a Sébastien Thibaudeau                     | 19. května 2019     | 11. listopadu 2019 | 307       |
| Luka je akumatizován v Umlčovače. Budou Kouzelná Beruška a Černý kocour schopní porazit Umlčovače, když ztratí svůj hlas? - Tento díl měl světovou premiéru 7. dubna 2019 ve Švýcarsku ve francouzštině na RTS Un. |           | |                   |                                                   |                                                                                      |                     |                    |           |
| 59 | 7         | Oblivio | Zapomínač         | Thomas Astruc, Wilfried Pain a Nicolas Hess       | Thomas Astruc, Mélanie Duval, Jean-Rémi Perrin a Sébastien Thibaudeau                | 26. května 2019     | 14. listopadu 2019 | 310       |
| V Paříži řádí tajemný padouch a Kouzelná Beruška a Černý kocour ztratí paměť. Budou ho schopní porazit? - Tento díl měl světovou premiéru 18. března 2019 ve Spojeném království a Irsku na stanici Disney Channel. - Obsahuje odkaz na díl "Animistr". - Francouzská verze byla poprvé vysílána 31. března 2019 ve Švýcarsku na RTS Un. |           | |                   |                                                   |                                                                                      |                     |                    |           |
| 60 | 8         | Stormy Weather 2 Climatika 2                                                                                | Bouřkový mrak 2   | Thomas Astruc a Wilfried Pain                     | Thomas Astruc, Mélanie Duval, Fred Lenoir a Sébastien Thibaudeau                     | 2. června 2019      | 18. listopadu 2019 | 317       |
| Beruška s Kocourem opět čelí Bouři. Pokud ji chtějí zastavit, musí si zachovat chladnou hlavu. - Tento díl měl světovou premiéru 14. února 2019 v Kanadě na stanici Family Channel. - Obsahuje flashbacky zobrazující události z dílů první a druhé řady a také flashback dílu ze třetí řady "Velitel Chris". - Francouzská verze byla poprvé vysílána 17. března 2019 ve Švýcarsku na RTS Un. |           | |                   |                                                   |                                                                                      |                     |                    |           |
| 61 | 9         | Reflekdoll Poupéflekta                                                                                      | Reflektopanenka   | Thomas Astruc, Jun Violet a Joanna Celse          | Thomas Astruc, Mélanie Duval, Fred Lenoir a Sébastien Thibaudeau                     | 21. října 2019      | 19. listopadu 2019 | 305       |
| Juleka je znovu akumatizovaná v Reflektu. Tentokrát ale není sama a Marinette a Adrien mají potíže s jejich mirákulemi. Podaří se hrdinům zastavit Reflektu a jejího hrůzostrašného spojence? - Tento díl měl světovou premiéru 3. září 2019 ve Spojeném království a Irsku na stanici Disney Channel. Také měl premiéru v Kanadě na stanici Family Channel. - Francouzská verze byla poprvé vysílána 14. září 2019 ve Švýcarsku na RTS Un. |           | |                   |                                                   |                                                                                      |                     |                    |           |
| 62 | 10        | Oni-Chan | Oni-Chan          | Thomas Astruc a Jun Violet                        | Thomas Astruc, Mélanie Duval, Fred Lenoir a Sébastien Thibaudeau                     | 21. října 2019      | 12. listopadu 2019 | 308       |
| Kouzelná Beruška a Černý kocour musí porazit Kagami, která se akumatizuje v Oni-Chan, protože žárlí na Lilu a chce ji zabránit přiblížit se k Adrienovi… Navždy! - Tento díl měl světovou premiéru 4. května 2019 ve Švýcarsku ve francouzštině na RTS Un. |           | |                   |                                                   |                                                                                      |                     |                    |           |
| 63 | 11        | Miraculer Miraculeur                                                                                        | Mirákuler         | Thomas Astruc, Jun Violet a Christophe Yoshida    | Thomas Astruc, Matthieu Choquet, Mélanie Duval a Sébastien Thibaudeau                | 22. října 2019      | 13. listopadu 2019 | 309       |
| Sabrina je znovu akumatizovaná Lišajem. Jako Mirákuler, ukradne superhrdinům jejich schopnosti a ukáže tak Chloé, že je stejně hodná jejího zájmu jako Beruška. - Tento díl měl světovou premiéru 15. května 2019 ve Španělsku na stanici Disney Channel. - Francouzská verze byla poprvé vysílána 18. května 2019 ve Švýcarsku na RTS Un. |           | |                   |                                                   |                                                                                      |                     |                    |           |
| 64 | 12        | The Puppeteer 2 La Marionnettiste 2                                                                         | Loutkářka 2       | Thomas Astruc a Jun Violet                        | Thomas Astruc, Mélanie Duval, Fred Lenoir a Sébastien Thibaudeau                     | 23. října 2019      | 21. listopadu 2019 | 321       |
| Kouzelná Beruška s Černým kocourem znovu bojují proti Loutkářce, tentokrát v muzeu Grévin. Pokud ji chtejí porazit, nesmí se z nich stát sochy! - Tento díl měl světovou premiéru 13 července 2019 ve Švýcarsku ve francouzštině na RTS Un. |           | |                   |                                                   |                                                                                      |                     |                    |           |
| 65 | 13        | Desperada                                                                                                   | Desperada         | Thomas Astruc a Wilfried Pain                     | Thomas Astruc, Mélanie Duval, Wilfried Pain a Sébastien Thibaudeau                   | 24. října 2019      | 20. listopadu 2019 | 311       |
| Kytaristka Jaggeda Stonea, Vivica, je akumatizovaná v Desperadu. Vyzbrojena svou ďábelskou kytarou chce potrestat Jaggeda Stonea za to, že ji vyhodil. - V tomto dílu se objeví postava založena na dívce jménem Vivica, která vyhrala soutěž během comic-conu v Los Angeles 2016. Původně měla být veterinářkou, ale změnilo se to. - Tento díl měl světovou premiéru 5. září 2019 ve Spojeném království a Irsku na stanici Disney Channel. - Francouzská verze byla poprvé vysílána 5. října 2019 ve Švýcarsku na RTS Un. |           | |                   |                                                   |                                                                                      |                     |                    |           |
| 66 | 14        | Startrain                                                                                                   | Hvězdovlak        | Thomas Astruc, Wilfried Pain a Christophe Yoshida | Thomas Astruc, Mélanie Duval, Wilfried Pain a Sébastien Thibaudeau                   | 25. října 2019      | 22. listopadu 2019 | 313       |
| Maxova matka je akumatizovaná ve Hvězdovlak. Nyní, když ovládá létající vlak, chce zrealizovat svůj sen stát se astronautkou. - Tento díl měl světovou premiéru 16. září 2019 v Kanadě na stanici Family Channel. - Francouzská verze byla poprvé vysílána 12. října 2019 ve Švýcarsku na RTS Un. |           | |                   |                                                   |                                                                                      |                     |                    |           |
| 67 | 15        | Kwamibuster Chasseuse de Kwamis                                                                             | Kwamichytač       | Thomas Astruc, Wilfried Pain a Charles Schnek     | Thomas Astruc, Mélanie Duval, Wilfried Pain a Sébastien Thibaudeau                   | 27. října 2019      | 25. listopadu 2019 | 314       |
| Paní Mendeleievová je akumatizovaná ve Kwamichytače. Chce chytit Tikki a Plagga, aby dokázala světu existenci těchto magických bytostí. Kouzelná Beruška a Černý kocour musí uchránit jejich tajemství za každou cenu. - Tento díl měl světovou premiéru 12. října 2019 ve Švýcarsku ve francouzštině na RTS Un. |           | |                   |                                                   |                                                                                      |                     |                    |           |
| 68 | 16        | Feast Festin                                                                                                | Žrout             | Thomas Astruc a Wilfried Pain                     | Thomas Astruc, Wilfried Pain a Sébastien Thibaudeau                                  | 28. října 2019      | 26. listopadu 2019 | 315       |
| Když mistra Fu doženou hříchy minulosti, vezme Adrienovi a Marinette jejich mirákula, aby je ochránil. Ale hrdinové jsou připraveni udělat cokoliv, aby mistra Fu bránili, i kdyby měli bojovat se sentipříšerou bez jejich schopností! - Tento díl měl světovou premiéru 17. září 2019 v Kanadě na stanici Family Channel. - Francouzská verze byla poprvé vysílána 19. října 2019 ve Švýcarsku na RTS Un. |           | |                   |                                                   |                                                                                      |                     |                    |           |
| 69 | 17        | Ikari Gozen                                                                                                 | Ikari Gozen       | Thomas Astruc, Jun Violet a Cyril Adam            | Thomas Astruc, Mélanie Duval, Fred Lenoir a Sébastien Thibaudeau                     | 29. října 2019      | 28. listopadu 2019 | 318       |
| Paní Tsurugi je akumatizovaná v Ikari Gozen. Vyzbrojena bokkenem, chce potrestat svou dceru Kagami za to, že ji neposlechla a navždy ji uvěznit v obřím brnění, které tvoří její tělo. Zachráni Kouzelná Beruška svého nejlepšího nepřítele? - Tento díl měl exkluzívni předpremiéru 19. července 2019 na San Diego Comic-Conu 2019. - Oficiální televizní premiéra této epizody byla 18. září 2019 v kanadském Québecu na stanici Télé-Québec. - Francouzská verze byla poprvé vysílána 26. října 2019 ve Švýcarsku na RTS Un. |           | |                   |                                                   |                                                                                      |                     |                    |           |
| 70 | 18        | Timetagger                                                                                                  | Vládce času       | Thomas Astruc, Jun Violet a Cyril Adam            | Thomas Astruc, Mélanie Duval, Fred Lenoir a Sébastien Thibaudeau                     | 30. října 2019      | 29. listopadu 2019 | 319       |
| Beruška s Kocourem stojí proti Vládci času, superpadouchovi z budoucnosti, který jim chce ukrást jejich mirákula. Budoucnost Paříže je v jejich rukou! - Tento díl měl světovou premiéru 18. května 2019 ve Švýcarsku ve francouzštině na RTS Un. |           | |                   |                                                   |                                                                                      |                     |                    |           |
| 71 | 19        | Party Crasher Trouble Fête                                                                                  | Disco Kazič       | Thomas Astruc, Wilfried Pain a Nicolas Hess       | Thomas Astruc, Mélanie Duval, Fred Lenoir a Sébastien Thibaudeau                     | 31. října 2019      | 2. prosince 2019   | 320       |
| Poté, co se nedostal na Adrienovu párty, je Wayhem akumatizován a stává se z něj Disco Kazič. - Cameo: Thomas Astruc jako on sám. - Tento díl měl světovou premiéru 6 července 2019 ve Švýcarsku ve francouzštině na RTS Un. |           | |                   |                                                   |                                                                                      |                     |                    |           |
| 72 | 20        | Gamer 2.0                                                                                                   | Hráč 2.0          | Thomas Astruc, Wilfried Pain a Manon Serda        | Thomas Astruc, Mélanie Duval, Sébastien Thibaudeau a Fred Lenoir                     | 3. listopadu 2019   | 27. listopadu 2019 | 316       |
| Beruška s Kocourem opět stojí proti Maxovi, který se stal Hráčem 2.0. Nechť hra znovu započne! - Tento díl měl světovou premiéru 15. června 2019 ve Švýcarsku ve francouzštině na RTS Kids. |           | |                   |                                                   |                                                                                      |                     |                    |           |
| 73 | 21        | Cat Blanc Chat Blanc                                                                                        | Bílý kocour       | Thomas Astruc                                     | Thomas Astruc, Mélanie Duval, Fred Lenoir a Sébastien Thibaudeau                     | 10. listopadu 2019  | 3. prosince 2019   | 322       |
| Poté, co Marinette udělá obrovskou chybu, musí přijmout zodpovědnost a bojovat s člověkem, o kterým by si nikdy nemyslela, že bude akumatizován. - Tento díl měl světovou premiéru 9. listopadu 2019 ve Švýcarsku ve francouzštině na RTS Un. |           | |                   |                                                   |                                                                                      |                     |                    |           |
| 74 | 22        | Félix | Félix             | Thomas Astruc                                     | Thomas Astruc, Mélanie Duval, Fred Lenoir a Sébastien Thibaudeau                     | 17. listopadu 2019  | 4. prosince 2019   | 323       |
| Když Adrienův bratranec Félix přijede na návštevu do Paříže, vztahy mezi Adrienem a jeho přáteli se zhorší a Alya, Rose a Juleka jsou akumatizovaní ve zlověstnou trojku. Budou Kouzelná Beruška a Černý kocour schopní je zastavit a urovnat vztahy s Félixem? - Tento díl měl světovou premiéru 13. listopadu 2019 ve Spojeném království a Irsku na stanici Disney Channel. - Francouzská verze byla poprvé vysílána 16. listopadu 2019 ve Švýcarsku ve francouzštině na RTS Un. |           | |                   |                                                   |                                                                                      |                     |                    |           |
| 75 | 23        | Ladybug | Beruška           | Thomas Astruc, Wilfried Pain a Isabelle Lemaux    | Thomas Astruc, Mélanie Duval, Wilfried Pain a Sébastien Thibaudeau                   | 24. listopadu 2019  | 5. prosince 2019   | 324       |
| Zatímco Lila manipuluje všechny Marinettiny blízké, kteří se jí obrátí chrbtem, Marinette čeká ještě větší problém: musí čelit sentipříšeře, která vypadá jako Beruška! - Tento díl měl světovou premiéru 10. září 2019 v Kanadě na stanici Family Channel. - Francouzská verze byla poprvé vysílána 16. listopadu 2019 ve Švýcarsku ve francouzštině na RTS Un. |           | |                   |                                                   |                                                                                      |                     |                    |           |
| 76 | 24        | Christmaster Maître Noël                                                                                    | Velitel Chris     | Thomas Astruc, Jun Violet a Joanna Celse          | Thomas Astruc, Mélanie Duval, Fred Lenoir a Sébastien Thibaudeau                     | 1. prosince 2019    | 15. listopadu 2019 | 312       |
| Zatímco Marinette hlídá Chrise, Ninova malého bráchu, dítě najde dárky pro Adriena. Marinette mu zalže, že je Santova pomocnice a tak Chris chce, aby mu Marinette dala vánoční dárek předem. Když Marinette odmítne, Chris je akumatizován Lišajem. Jako Velitel Chris, vyzbrojen kouzelnou sněhovou koulí, posílá obživlé hračky zasít chaos do zasněžené Paříže, aby našli Santa Clause a získali tak jeho vysněný dárek. Pokud ho chtějí zastavit, Beruška s Kocourem mu nesmí nic darovat! - Speciální host: Philippe Candeloro jako Philippe ve francouzské verzi. - Tento díl měl světovou premiéru 8. února 2019 v Kanadě na stanici Family Channel. - Tento díl měl být původně vánoční speciál, ale podle Jeremyho Zaga nebyl dost vánoční. - Francouzská verze byla poprvé vysílána 10. března 2019 ve Švýcarsku na RTS Un.                                                                   |           | |                   |                                                   |                                                                                      |                     |                    |           |
| 77 | 25        | Heart Hunter (The Battle of the Miraculous - Part 1) Mangeamour (La Bataille des Miraculous - Partie 1)     | Lovec srdcí       | Thomas Astruc, Wilfried Pain a Nicolas Hess       | Thomas Astruc, Matthieu Choquet, Mélanie Duval, Wilfried Pain a Sébastien Thibaudeau | 8. prosince 2019    | 6. prosince 2019   | 325       |
| Kouzelná Beruška a Černý kocour musí porazit manželé Bourgeoisovi, kteří se akumatizují v Lovce srdcí, dvouhlavého Kerberose, který pohltí všechnu lásku v Paříži. - Cameo: Josiane Balasko jako Sarah. - Je to první část speciálu "The Battle of the Miraculous". - Tento díl měl světovou premiéru 13. října 2019 na Ukrajině na stanici PlusPlus. - Francouzská verze byla poprvé vysílána 23. listopadu 2019 ve Švýcarsku na RTS Un. |           | |                   |                                                   |                                                                                      |                     |                    |           |
| 78 | 26        | Miracle Queen (The Battle of the Miraculous - Part 2) Miracle Queen (La Bataille des Miraculous - Partie 2) | Kouzelná královna | Thomas Astruc, Wilfried Pain a Jun Violet         | Thomas Astruc, Matthieu Choquet, Mélanie Duval, Wilfried Pain a Sébastien Thibaudeau | 8. prosince 2019    | 6. prosince 2019   | 326       |
| Lišaj akumatizoval Chloé v Kouzelnou královnu, aby ji přinutil vzít kontrolu nad všemi držiteli mirákulí. Budou Kouzelná Beruška a Černý kocour schopní uniknout tomuto fatálnímu plánu? - Je to druhá a poslední část speciálu "The Battle of the Miraculous". - Toto je první a jediná epizoda, která obsahuje potitulkovou scénu. - Během Japan Expo 2018, 6. července 2018, Sébastien Thibaudeau řekl, že 78. epizoda tvůrce dohnala k slzám. Doufal, že to bude mít stejný efekt i na diváky. - Tento díl měl světovou premiéru 15. října 2019 na Ukrajině na stanici PlusPlus. - Francouzská verze byla poprvé vysílána 23. listopadu 2019 ve Švýcarsku na RTS Un. |           | |                   |                                                   |                                                                                      |                     |                    |           |